# 캐슬 로미오

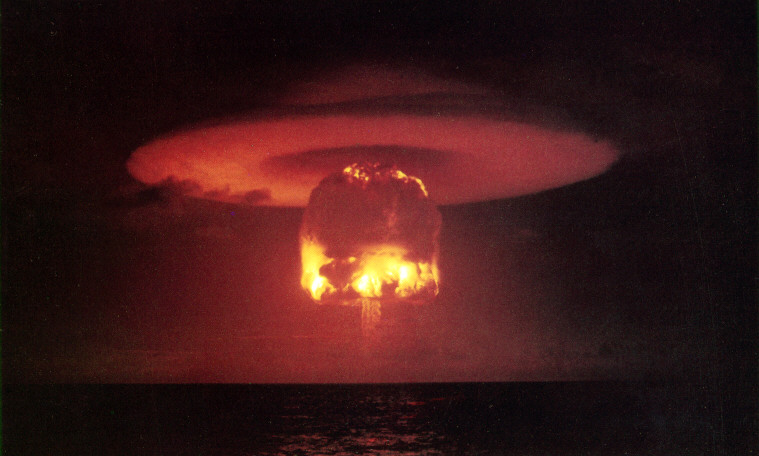
캐슬 로미오

캐슬 로미오(Castle Romeo)는 미국의 핵실험 성(Operation Castle) 시리즈의 한 실험에 붙여진 암호명이다. TX-17 열핵무기의 첫 번째 실험으로, 최초로 실전배치된 열핵폭탄이다.
1954년 3월 26일, 마셜 제도의 비키니 환초에서 캐슬 브라보 테스트에서 분화구 중앙에 정박해 있던 바지선에 의해 폭발되었다. 이는 바지선을 이용한 첫 번째 실험으로, 강력한 열핵 장치들이 폭발 후 작은 섬들을 완전히 파괴했기 때문에 생겨난 필수품이었다.